# Jed Brophy

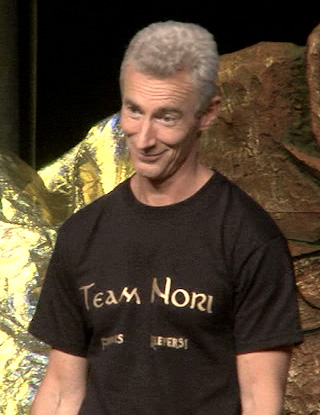
Jed Brophy auf der Hobbitcon III in Bonn (2015)

Jed Brophy (* 29. Oktober 1963 in Taihape) ist ein neuseeländischer Schauspieler.

## Leben
Jed Brophy spielt überwiegend in neuseeländischen Filmen mit, darunter in vielen Filmen des Regisseurs Peter Jackson. Eine seiner ersten Rollen spielte Brophy als Void in Jacksons Braindead. 1994 folgte eine Nebenrolle in Heavenly Creatures. Im ersten Teil der Der-Herr-der-Ringe-Trilogie spielte Brophy die Rolle eines Nazguls. In Der Herr der Ringe: Die zwei Türme hingegen spielte er 2002 den Warganführer Sharku und den Ork Snaga, in der Fortsetzung Der Herr der Ringe: Die Rückkehr des Königs spielte Brophy wiederum einen Ork, einen Reiter Rohans und einen Elb. Die nächste Zusammenarbeit mit Jackson folgte 2005 in King Kong. In der dreiteiligen Verfilmung von Der Hobbit spielte er die Rolle des Zwergs Nori.
Brophy hat einen Sohn namens Sadwyn Brophy, der im Film Der Herr der Ringe: Die Rückkehr des Königs ebenfalls einen kleinen Auftritt als Filmsohn von Liv Tyler und Viggo Mortensen hatte.

## Filmografie (Auswahl)
- 1992: Chunuk Bair
- 1992: Braindead
- 1994: The Last Tattoo
- 1994: Heavenly Creatures
- 1996: Chicken

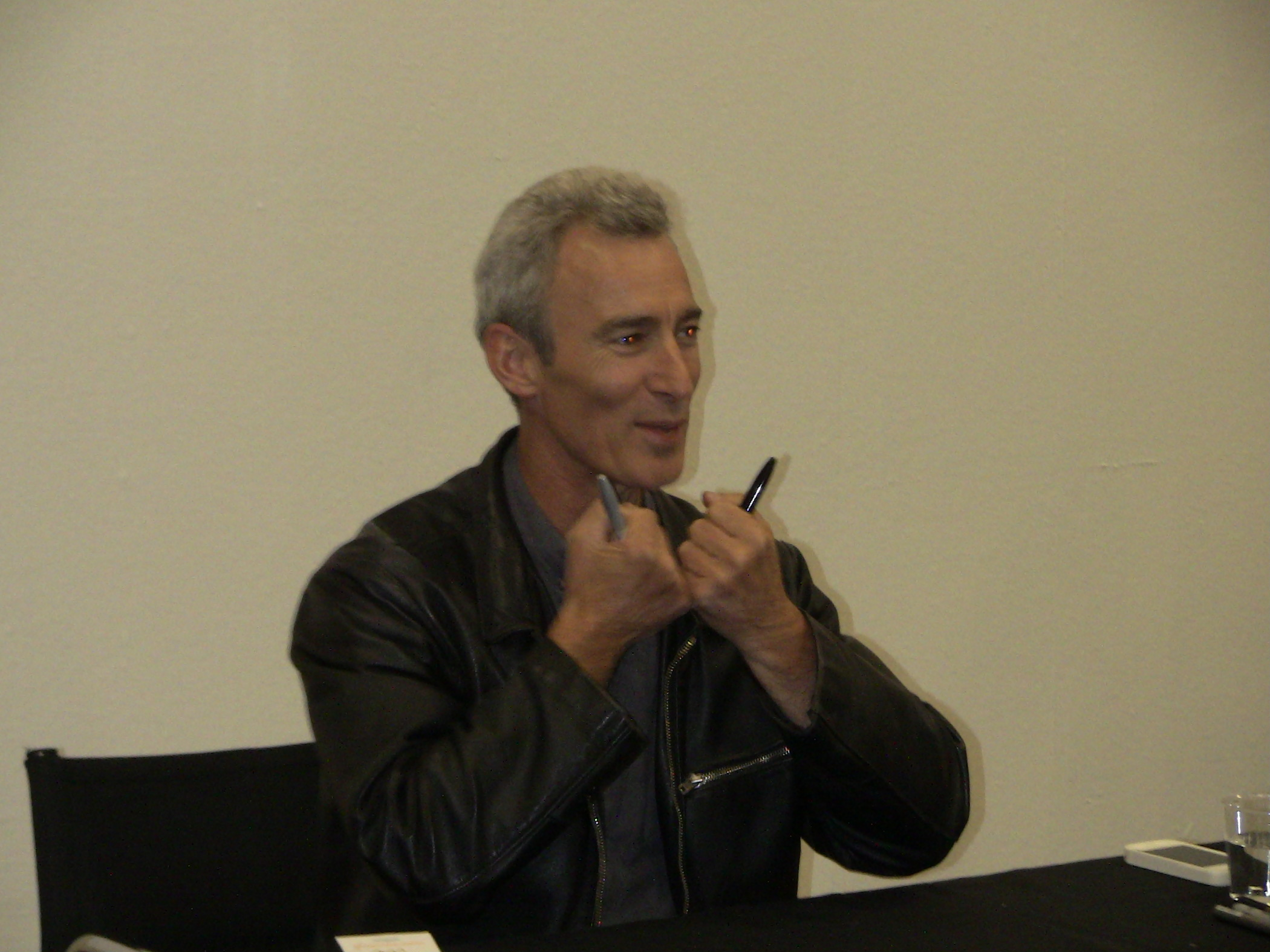
Jed Brophy, 2014

- 1996: Rückkehr zur Schatzinsel (Return to Treasure Island)
- 1996: Hercules (Fernsehserie, eine Folge)
- 1998: Shortland Street
- 2000: Xena – Die Kriegerprinzessin (Xena: Warrior Princess, Fernsehserie,  eine Folge)
- 2001: Der Herr der Ringe: Die Gefährten (The Lord of the Rings: The Fellowship of the Ring)
- 2002: Der Herr der Ringe: Die zwei Türme (The Lord of the Rings: The Two Towers)
- 2003: Der Herr der Ringe: Die Rückkehr des Königs (The Lord of the Rings: The Return of the King)
- 2003: Perfect Strangers
- 2005: King Kong
- 2008: Second Hand Wedding
- 2009: District 9
- 2010: The Warrior’s Way
- 2012: Der Hobbit: Eine unerwartete Reise (The Hobbit: An Unexpected Journey)
- 2013: Der Hobbit: Smaugs Einöde (The Hobbit: The Desolation of Smaug)
- 2014: Der Hobbit: Die Schlacht der Fünf Heere (The Hobbit: The Battle of the Five Armies)
- 2015: The Dead Room
- 2016: The Shannara Chronicles (Fernsehserie)
- 2022: Der Herr der Ringe: Die Ringe der Macht (The Lord of the Rings: The Rings of Power, Fernsehserie)